# Chiara Lico
Chiara Lico (Roma, 24 agosto 1975) è una giornalista, scrittrice e conduttrice televisiva italiana.

## Biografia
Chiara Lico è giornalista professionista dal 22 febbraio 2000. Si è laureata in Lettere presso l'Università La Sapienza di Roma nel 1999, con una tesi sull'epistolario tra Luigi Pirandello e Marta Abba, vincendo con questo nel 1999 il premio MURSIA. Ha conseguito l'abilitazione all'insegnamento delle materie classiche nei licei. Dopo alcune inchieste e articoli per vari editori, ha iniziato nel 2001 la sua carriera di giornalista alla redazione del Tg5 (Mediaset). Successivamente ha lavorato per il Gruppo Editoriale L'Espresso, per poi passare nel 2002 in Rai,  prima come inviata del TGR Lazio, e poi come conduttrice di Buongiorno Regione. Dal 2010 fa parte della redazione del Tg2, dove si occupa di cronaca e conduce prima il Tg2 delle 18.15, poi l'edizione delle 13:00.
Ha debuttato come scrittrice nel 2007, con "Zitto e scrivi" (Stampa Alternativa). Nello stesso anno, con "Il numero tre", racconto compreso nell'antologia "Racconti nella Rete" (Newton Compton Editori, 2007) ha vinto il premio "LuccAutori". Nel 2009 ha pubblicato l'inchiesta sull'abusivismo edilizio "Anni di cemento" (Stampa Alternativa), a cui ha fatto seguito nel 2011 "Cioccolato e pistacchio" (Alacran Edizioni) che tratta della violenza sulle donne. Con quest'ultimo lavoro ha conseguito il "Premio Ridpico 2012".
Dal 10 giugno al 26 luglio 2013 ha condotto su Rai 2 il programma di approfondimento ed informazione dedicato ai temi legati alla società Divieto di sosta, trasmissione di cui ha curato anche il soggetto. Dal 30 settembre 2013 torna a condurre l'edizione delle 13:00 del TG2.

## Riconoscimenti
Il 27 luglio 2013 a Bovalino (RC) ha conseguito il Premio "Pericle d'oro" per il giornalismo.

## Filmografia

### Cinema
- Arrivano i prof, regia di Ivan Silvestrini (2018)

## Televisione
- Buongiorno Regione (Rai 3, 2010)
- Tg2 (Rai 2, dal 2010)
- Divieto di sosta (Rai 2, 2013)

## Opere
- 2007 - Il numero tre - racconto inserito nell'antologia Racconti nella Rete (Newton Compton Editori)
- 2007 - Zitto e scrivi (Stampa Alternativa)
- 2009 - Anni di cemento (Stampa Alternativa)
- 2011 - Cioccolato e pistacchio (Alacran Edizioni)
- 2017 - Il Rischio (Sinnos editrice)
- 2024 - Il ring (Giunti)